# Gregor von Glasenapp

Gregor (Gori) v. Glasenapp, Porträt um 1900

Gregor (Gori) Johannes Hermann von Glasenapp (* 10. Oktoberjul. / 22. Oktober 1855greg. in Lutznik, Gouvernement Livland; † 24. November 1939 in Świecie, Polen) war ein russischer Staatsrat, Orientalist sowie philosophischer und philologischer Schriftsteller.

## Leben

### Herkunft und Familie
Gregor entstammte der in Livland ansässigen Linie des Adelsgeschlechts Glasenapp. Seine Eltern waren der russische Leutnant Nicolai von Glasenapp (1831–1891) und Anna, geb. von Stackelberg (1829–1902).
Er war seit 1887 mit Theone Borewicz (1854–1941) vermählt. Aus der Ehe gingen vier Kinder hervor.

### Werdegang
Glasenapp studierte Chemie, Philosophie, Mathematik und orientalische Sprachen an den Universitäten in Dorpat, München und Tübingen.
In den Jahren 1885 bis 1889 war er Kirchspielrichter in Werro und von 1883 bis 1885 Landgerichtsassessor in Dorpat, hiernach Friedensrichter in Wilna, schließlich in Belaja Zerkow im Gouvernement Kiew. Seit 1908 war er außerordentlicher Professor für italienische Literatur an der Universität Dorpat. Nach 1918 arbeitete er als Privatdozent. Er war Linguist und Schriftsteller.

## Werke
- Essays: kosmopolitische Studien zur Poesie, Philosophie und Religionsgeschichte, 1899 (Digitalisat)
- Die Leviratsehe : eine soziologische Studie, 1900 (Digitalisat)
- Aus baltischer Geistesarbeit : Reden und Aufsätze, 1909 (Digitalisat)
- Abhandlungen zur Philosophie, Literatur und Religionsgeschichte, 1910 (Digitalisat)
- Der Charakter der Israeliten, die Art ihres Wirkens und die Stellung, die die Nichtisraeliten zu ihnen zu nehmen haben : Völkisch-psychologische Studie, 1912 (Digitalisat)
- Abhandlungen über aktuelle Fragen aus der Psychologie, Mathematik und Religion, 3. Folge, 1935 (Digitalisat)